# Nephodia albitaenia
Nephodia albitaenia là một loài bướm đêm trong họ Geometridae.